# فراری اف۴۳۰ چلنج
فراری اف۴۳۰ چلنج (Ferrari F430 Challenge) خودرویی است که در سال‌های ۲۰۰۷ تا ۲۰۱۰تولید شده‌است.
این خودرو در کلاس اتومبیلرانی قرار گرفته و  طراحی آن خودروهای موتور وسط عقب-محور عقب بوده است. سیستم جعبه‌دندهٔ آن ۶ دنده به صورت دستی است.